# Olexandr Horshkovózov
Olexandr Oléhovych Horshkovózov –en ucraniano, Олександр Олегович Горшковозов– (Lugansk, 8 de julio de 1991) es un deportista ucraniano que compite en saltos de trampolín y plataforma.
Ganó dos medallas en el Campeonato Mundial de Natación, plata en 2015 y bronce en 2011, y quince medallas en el Campeonato Europeo de Natación entre los años 2009 y 2022.
Participó en dos Juegos Olímpicos de Verano, ocupando el octavo lugar en Londres 2012 y el sexto en Río de Janeiro 2016, en la prueba sincronizada.

## Palmarés internacional
| Campeonato Mundial | Campeonato Mundial       | Campeonato Mundial | Campeonato Mundial     |
| Año                | Lugar                    | Medalla            | Prueba                 |
| ------------------ | ------------------------ | ------------------ | ---------------------- |
| 2011               | Shanghái (China)         | Medalla de bronce  | Plataforma 10 m sincro |
| 2015               | Kazán (Rusia)            | Medalla de plata   | Equipo mixto           |
| Campeonato Europeo |                          |                    |                        |
| Año                | Lugar                    | Medalla            | Prueba                 |
| 2009               | Turín (Italia)           | Medalla de bronce  | Plataforma 10 m sincro |
| 2011               | Turín (Italia)           | Medalla de plata   | Plataforma 10 m sincro |
| 2012               | Eindhoven (Países Bajos) | Medalla de bronce  | Plataforma 10 m sincro |
| 2013               | Rostock (Alemania)       | Medalla de bronce  | Trampolín 3 m sincro   |
| 2013               | Rostock (Alemania)       | Medalla de bronce  | Plataforma 10 m sincro |
| 2014               | Berlín (Alemania)        | Medalla de bronce  | Trampolín 3 m sincro   |
| 2015               | Rostock (Alemania)       | Medalla de plata   | Trampolín 3 m sincro   |
| 2015               | Rostock (Alemania)       | Medalla de bronce  | Plataforma 10 m sincro |
| 2016               | Londres (Reino Unido)    | Medalla de plata   | Equipo mixto           |
| 2016               | Londres (Reino Unido)    | Medalla de bronce  | Trampolín 3 m sincro   |
| 2016               | Londres (Reino Unido)    | Medalla de bronce  | Plataforma 10 m sincro |
| 2017               | Kiev (Ucrania)           | Medalla de oro     | Plataforma 10 m sincro |
| 2017               | Kiev (Ucrania)           | Medalla de plata   | Equipo mixto           |
| 2021               | Budapest (Hungría)       | Medalla de bronce  | Trampolín 3 m sincro   |
| 2022               | Roma (Italia)            | Medalla de bronce  | Trampolín 3 m sincro   |